# Egremni
 (juin 2025).
Egremni ou Egremnoi (en grec : Εγκρεμνή ou Εγκρεμνοί) est une plage isolée située sur la côte sud-ouest de l'île ionienne de Leucade, au nord-ouest de la Grèce. Depuis la création d'une route goudronnée au milieu des années 1990, cette plage isolée est devenue l'une des principales destinations touristiques de l'île.
Suite au tremblement de terre meurtrier qui a frappé l'île le 17 novembre 2015 et qui a tué deux femmes âgées, le paysage entier de la zone a changé, laissant une grande partie de la plage couverte de décombres.
La plage d'Egremnoi, selon Travel + Leisure, est l'un des « 13 endroits où vous pouvez voir l'eau la plus bleue du monde ».

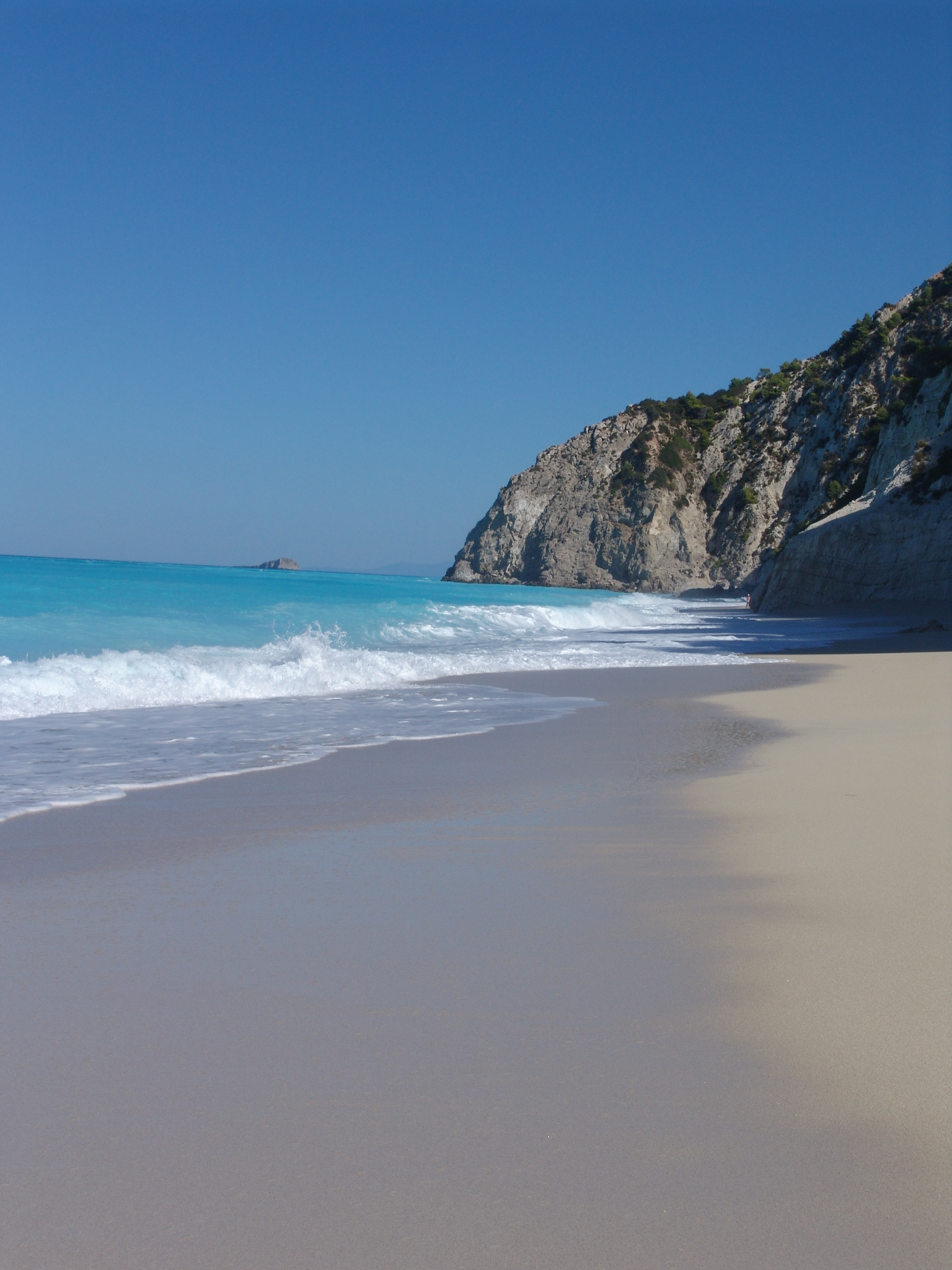
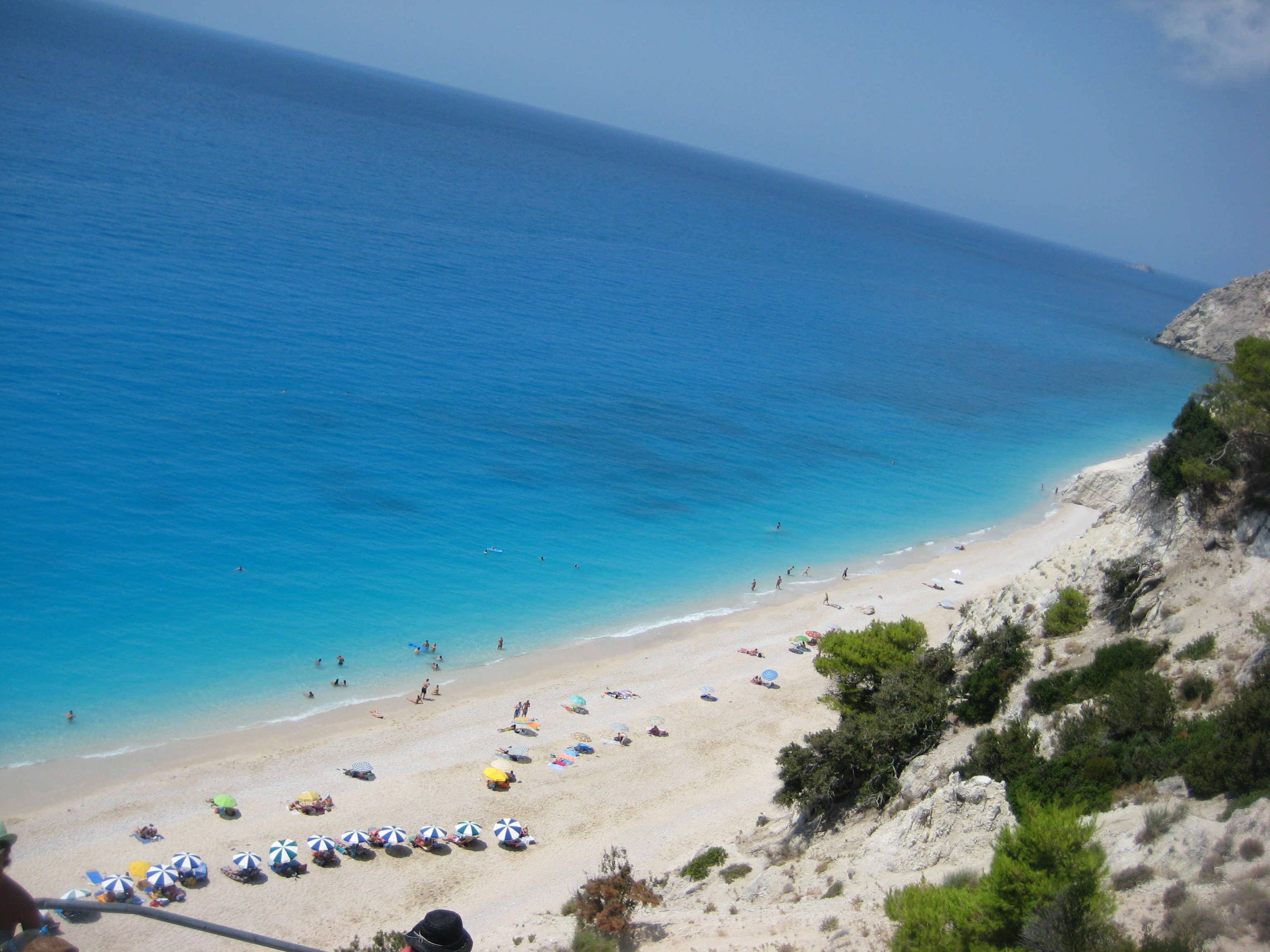
Vue depuis les escaliers.
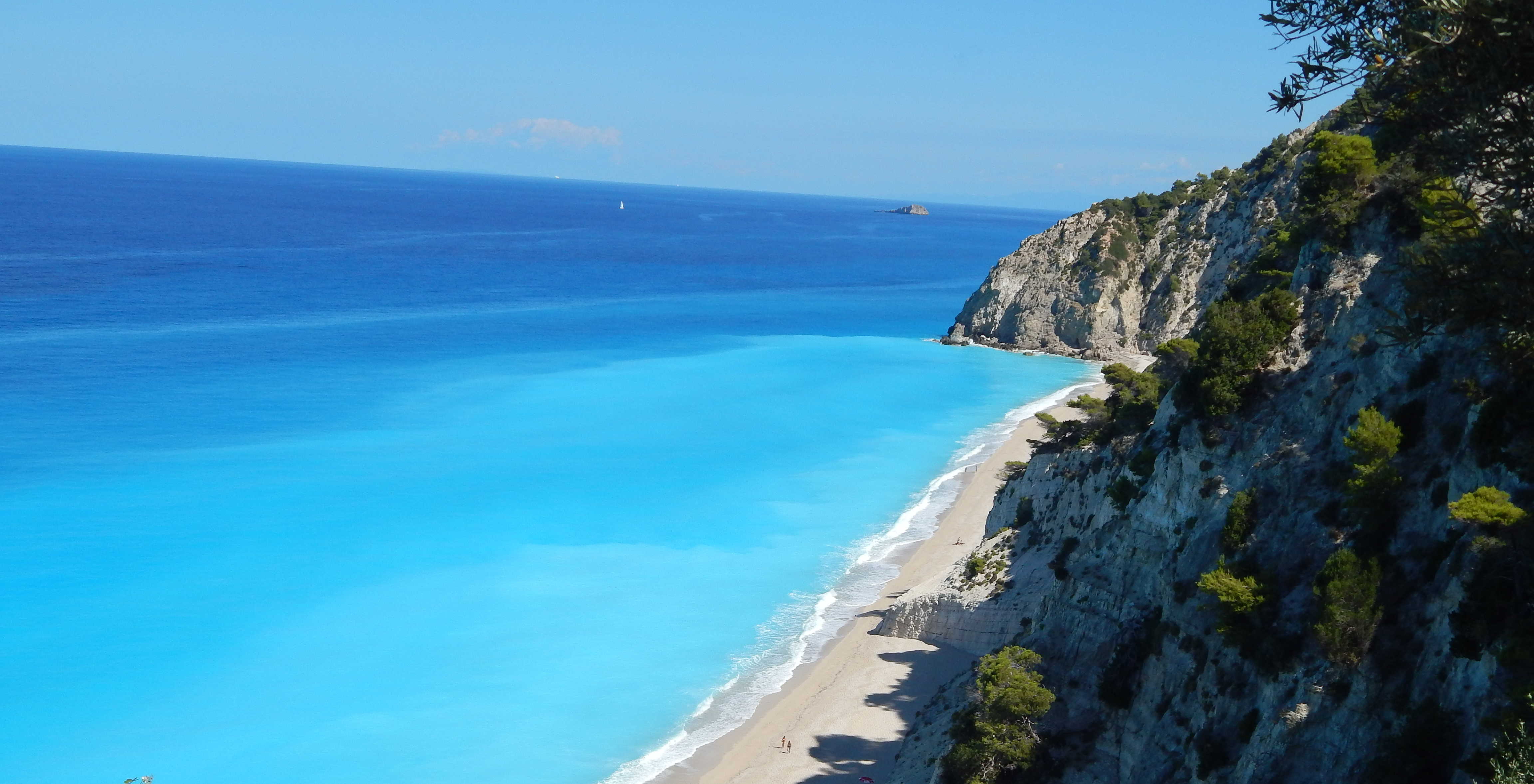
Vue panoramique sur la plage.
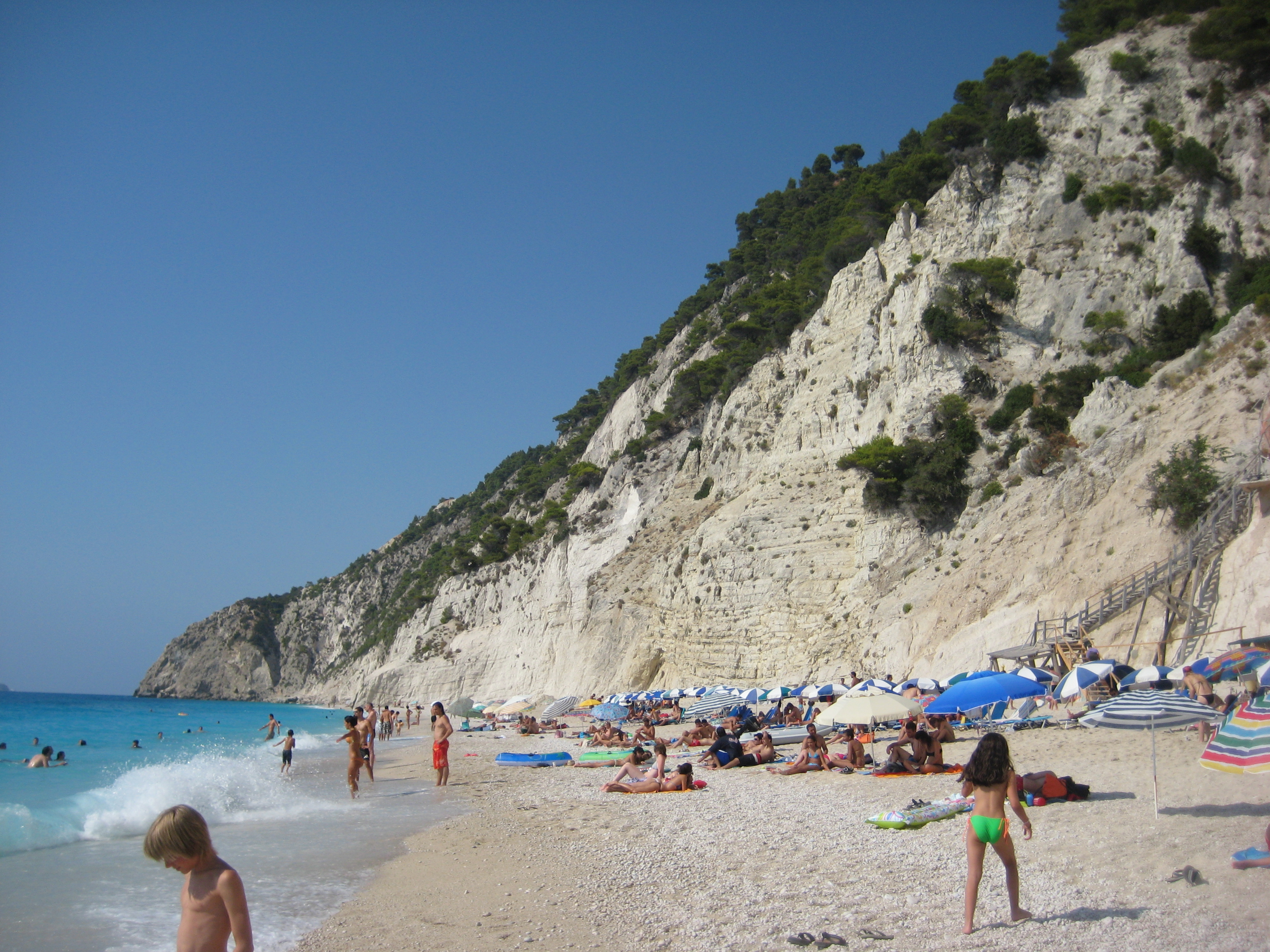
À droite, on voit l'escalier menant à la plage (composé de 347 marches raides) sur la montagne